# تپه بیگ اویسی
تپه بیگ اویسی مربوط به هزاره ۴- دوران‌های تاریخی پس از اسلام است و در شهرستان سقز، بخش ترجان، روستای بیگ اویسی واقع شده و این اثر در تاریخ ۵ آذر ۱۳۸۰ با شمارهٔ ثبت ۴۴۶۸ به‌عنوان یکی از آثار ملی ایران به ثبت رسیده است.